# 牛頓 (新澤西州)
牛頓（英語：Newton）是美國新澤西州蘇塞克斯縣的城鎮，也是蘇塞克斯縣的縣治。根據2010年人口普查，此城鎮共有人口7,997人，相對2000年來說減少了247人，即下降了3%。而2000年的人口相對1990年來說則上升了723人，即上升了9.6%。
牛頓是於1864年4月11日成立市政機關。

## 地理
牛頓的座標為41°03′10″N 74°45′17″W / 41.052742°N 74.754787°W（41.052742,-74.754787）。根據2000年人口普查，此城鎮面積為3.169平方英里（8.21平方），其中3.146平方英里（8.15平方）為陸地，0.023平方英里（0.06平方）為水域，佔總面積的0.73%。